# Carsten Lichtlein
Carsten Lichtlein, né le 4 novembre 1980 à Wurtzbourg, est un handballeur international allemand évoluant au poste de gardien de but.

## Biographie
Il obtient sa première sélection le 27 novembre 2001 contre l'Autriche. Depuis, il a joué 195 matches internationaux pour l'Allemagne, marquant 1 but. Il fait partie de l'équipe d'Allemagne qui remporte le championnat du monde en 2007, en tant que 3e gardien, derrière Henning Fritz et Johannes Bitter,.

## Palmarès

### En club
- vainqueur de la Coupe de l'EHF (C3) en 2006 et 2010

### En sélection
Championnats du monde
- Médaille d'argent au Championnat du monde 2003
- Médaille d'or au Championnat du monde 2007
- 5e place au Championnat du monde 2009
- 7e place au Championnat du monde 2015

Championnats d'Europe
- Médaille d'or au Championnat d'Europe 2004
- 4e place au Championnat d'Europe 2008
- 7e place au Championnat d'Europe 2012
- Médaille d'or au Championnat d'Europe 2016